# گویش اوزی
گویش اِوَزی گویش مردم شهرستان اوز در منطقه لارستان، جنوب استان فارس می‌باشد. اوزی یکی از گویش‌های زبان لارستانی (اَچُمی) است که خود متعلق به شاخه جنوب غربی از زبان‌های ایرانی است